# 테디 보이 블루스
《테디 보이 블루스》(영어: Teddy Boy Blues)는 세가 게임스에서 1985년에 제작되어 발매된 비디오 게임이자 아케이드 게임으로 발매한 다중 스크롤 런엔건 게임이다. 주인공인 이시노 노쿄의 소년에 마이크로총을 이용해 적들을 총으로 축소시킨 뒤 회수해야한다. 총 50단계가 있지만 이 단계의 스테이지를 마치면 다시 1단계인 스테이지부터 시작하기에 사실상 무한루프의 게임이다.

## 게임의 진행방법
테디 보이 블루스는 주사위에 나오는 적들을 축소시켜 회수해야하며 중간에 닯아서 없어지는 벽도 나오고 파란색의 상자는 마이크로총으로 부술수있다. 주사위에 적힌 숫자는 봉인된 적의 숫자를 나타내며 이숫자만큼 적이 나오니 항상 예의주시해야한다. 화면은 좌,우,상,하로 스크롤이 되지만 모두가 하나의 방식으로 연결된 무한 방식의 구조를 가진다. 가끔 보너스 게임이 나오는데 다음 문단에서 후술한다.

## 테디 보이 블루스의 주사위
테디 보이 블루스에는 적이 봉인되어 숨겨져있는 주사위가 나오는데 주사위의 숫자만큼 은닉되어있는적이 튀어나온다. 주사위의 숫자가 제각각이며 주사위에 봉인된 적을 모두 마이크로총으로 축소한 뒤 회수하면 미션완료가 된다. 하지만 적들은 언제 어디서 돌발상황을 만들지 모르는만큼 항상 적들의 움직임과 주사위의 숫자변화를 예의주시해야하며 적들이 다나오면 주사위는 사라진다. 적들이 다 나오기전에 있는 주사위는 마이크로총으로 파괴가 불가능하다.

## 테디 보이 블루스의 적들
테디 보이 블루수에서 나오는 적들을 이문단에서 서술한다. 적들에게 닫으면 무조건 죽게되며 그로 인해 주인공의 목숨수인 플레이어수가 줄어들고 이때는 주인공의 영혼이 하늘로 승천하는듯한 모습을 보여준다.
- . 병사:가장 기본적인 적이며 특촬물의 병사처럼 생긴 적이다. 한대만 맞아도 바로 작아지기에 쉬운 상대이다.

- . 날개 달린 다루마:보통은 일렬로 이어져 한꺼번에 등장하며 바닥과 벽을 뛰어다닌다. 다만 움직이는 방식이 비교적 단순하여 난이도는 높지않은 편인 적이다.

- . 애벌레:병사보다 크기가 작고 벽타기가 가능하다. 천장도 매달려서 기어다닐수 있으며 주인공 캐릭터 바로 앞에서 추락하기도 하므로 주의가 필요한 적이다.

- . 메뚜기:다루마와 마찬가지로 일렬로 이어져 한꺼번에 등장해서 튀어다닌다. 다루마보다 높게 뛰어다닌다.

- . 버섯:연속으로 5번을 맞춰야만 작아진다. 중간에 한번이라도 쉬다간 원상복귀되며 거기에다 2마리이상이 한줄로 밀집되어있다면 서로 번갈아가며 맞수를 놓거나 방어하기도 한다. 때문에 가장 위협적인 적이자 게임의 난이도를 상승시킨 주범인 적중에 하나이다.

- . 사자춤탈:입을 벌리고 날아다니는 적으로 이동방식도 자유자제로 자기 마음대로 다닐수있으며 속도까지 빠른 적이라 난이도가 높은적이다. 제멋대로 움직이기에 이적으로 인한 돌발상황이 언제든 만들어질수 있으므로 항상 이적이 나타날때는 주변상황을 예의주시하여 만반의 태세를 갖춰야 한다.

- 달팽이:몸통이나 눈을 맞으면 작아지지만 껍질 부분을 맞추면 속으로 숨어버린다. 달팽이의 속성을 그대로 이용한 적이며 비교적 느린 속도의 수평과 수직 이동만을 한다.

## 보너스 게임
테디 보이 블루스에서 할 수 있는 보너스 게임은 총 3가지가 있다.
- .주사위 맞추기:테디 보이 블루스에 보너스 게임중에 하나로 주사위를 맞춰서 파괴시킨후 갖가지의 아이템을 획득하거나 달팽이가 나오기도 한다. 달팽이는 껍질 부분을 맞추지말고 눈이나 몸통인 부위를 맞추어서 축소시켜 회수하는 것이 좋으며 운이 없으면 까만 새가 나와 시간을 갉아먹어 플레이시간을 단축시키기도 한다. 주어진 시간안에 많은 갖가지의 아이템을 주사위를 맞추어 파괴시키고 가능한 많은 아이템을 획득하는게 좋다.

- . 사격:테디 보이 블루스에 보너스 게임중에 하나로 제한시간내에 등장하는 적들을 사격으로 맞춰서 점수를 획득하는게 목적인 보너스 게임이다. 사격 표적들을 최대한 많이 잡는 것이 목표이며 제한 시간내에 많은 적들을 사격으로 잡으면 많은 점수를 획득할 수 있다.

- . 보물 찾기:제한된 시간내에 집안에 숨겨진 보물을 주인공 소년인 이시노 요코를 조종해 전부 찾아내는 보너스 게임이다. 보물 찾기는 숨겨진 보물의 횟수가 극히 제한되어 있으며 다음 미니 게임으로 이어지기 때문에 집안에 숨겨진 보물을 전부 찾으면 보물 찾기는 완료된 정밀 보너스 게임이 되어 잠기고 이후엔 사격이나 주사위 맞추기만 보너스 게임으로 등장하게 된다. 첫 미니게임에서 사격은 퍼팩트를 달성하고 보물 찾기는 일정 개수 이상의 보물을 찾으면 보상상여로 초반 단계를 건너뛸수있게 해준다.

## 테디 보이 블루스의 도표
다음은 테디 보이 블루스에 나타내는 상황별 도표에 관한 설명을 한다.
- . TIME(타임):스테이지를 클리어하는데 남은 시간을 나타낸다. 제한된 시간안에 스테이지를 완료하지못하면 주인공인 소년은 죽으며 그로 인해 목숨수인 플레이어수는 깍이게 된다. 스테이지안에선 적들을 축소시킨뒤 10초안에 회수를 안하면 축소된 적이 검은 모양의 새로 변해 시간을 깍아먹으므로 축소가 된 적은 빨리 회수하는 것이 좋다.

- . TOP(톱):플레이어가 현재까지 얻은 점수표를 나타낸다. 점수를 많이 획득하면 주인공의 목숨수인 플레이어수가 늘어난다.

- . ROUND,REMAIN(라운드,리매인):현재 플레이어가 완수한 스테이지 단계를 통틀어 일컫는 도표이다.

- . 1UP(일업):주인공의 목숨수로 게임을 진행할 수 있는 플레이어 진행수를 나타낸다. 게임을 시작할때는 기본적으로 3개의 횟수를 가지고 시작한다. 적에게 닫이거나 시간이 초과되면 주인공은 죽게 되어 주인공의 영혼이 하늘을 승천하는 모습이 나오고 그로 인해 주인공의 목숨수인 플레이어횟수가 하나 줄어든다. 전부 소진되면 자동으로 게임오버가 되며 많은 점수를 획득하여 적립하거나 보너스 게임에서 1UP아이템을 획득하는 방식으로 주인공의 목숨수인 플레이어수를 한개 더 늘릴수 있다. 무적 테디라는 변칙적인 게임 방식이 있는데 여기선 주인공의 목숨수인 플레이어수가 99개를 초과하여 정말 많은 플레이어수가 포진되 있다.

## 그외의 이야기와 게임에 관한 평가
테디 보이 블루스는 게임을 시작할때는 기본적으로 주인공의 목숨수인 플레이어수를 3개가지고 시작하지만 무적 테디라는 변칙적인 게임수를 하면 주인공의 목숨수인 플레이어수가 기하급수적으로 늘어난다. 또한 적들을 축소시킨뒤 한꺼번에 회수하여 얻으면 점수를 기하급수적으로 늘려 획득할수도 있다. 지금은 고전오락이지만 정말 명작인 세가사의 오락이며 당대의 아이들에게도 인기가 많았던 게임이다.